# 아시아 기마사단
아시아 기마사단(러시아어: Азиатская конная дивизия 아치아츠카야 콘나야 디비지야[*])은 러시아 내전기에 활동한 러시아 백군 부대 중 하나다. 주로 동양인 의용병들로 구성되었다.
1919년 5월 28일 자바이칼 지역에서 로만 폰 웅게른슈테른베르크 남작에 의해 "아시아 여단(러시아어: Азиатская бригада 아지아츠키 브리가다[*])"으로 편성되었고, 2월 5일 "아시아 기마사단"으로 개칭했다.
1920년 3월 18일부터는 아타만 그리고리 세묘노프의 직속 부대로 딸렸으며, 1920년 5월 21일부터는 극동군에 소속되었다.
1920년 8월 7일 유격대로 재편성되어 러시아-몽골 국경지역에서 할거했고, 9월 29일 극동군에서 퇴출되었다. 당시 병력은 2,400 명 정도였고 그 중 러시아인은 400명, 나머지 2,000 명은 동양인이었다. 극동군이 동청 철도를 통해 자바이칼에서 연해주로 도망가는 동안, 아시아 기마사단은 반대로 서쪽의 몽골로 향했다. 당시 중화민국 북양정부에 의해 강점 중이던 몽골의 수도 우르가(현 울란바토르)를 해방시켰고 1921년 6월에는 병력이 3,500명에 이르렀다. 하지만 트로이츠코삽스크에서 병력의 3분의 2를 잃었다. 사령관 웅게른슈테른베르크 남작의 잔혹성에 질린 장교들이 반란을 일으켰다. 웅게른슈테른베르크는 암살당할 뻔 했으나 도망갔고, 사단은 1921년 가을 만주에서 해산되었다.

## 편제
- 제1여단
  - 다우르 기마연대
  - 칼미크 기마연대
- 제2여단
  - 제1부랴트 기마연대
  - 제2부랴트 기마연대
- 외인기마포병연대

## 참고 자료
- Volkov SV. “White movement in Russia: organizational structure”. 2009년 6월 28일에 [http: //swolkov.narod.ru/bdorg/bdorg06.htm 원본 문서] |url= 값 확인 필요 (도움말)에서 보존된 문서. 2011년 1월 30일에 확인함.